# 何貴林
何貴林（Gary Ho Kwai-Lam），香港男演員，原是麗的電視年代舞蹈員，曾于1970年代中至1980年代末效力于無綫電視，飾演古裝角色居多。近年主要參與中國大陸和香港兩地合拍電視劇及電影演出。

## 電視劇（無綫電視）
| 首播年份 | 劇集名稱             | 角色               |
| 1976年   | 《少年十五二十時》   | 《賈思樂》角色哥哥 |
| 1977年   | 《家變》             | EDDIE HO           |
| 1978年   | 《強人》             | 招亞倫             |
| 1978年   | 《倚天屠龍記》       | 史火龍             |
| 1979年   | 《絕代雙驕》         | 南宮柳             |
| 1979年   | 《網中人》           | 經紀梁             |
| 1981年   | 《流氓皇帝》         | 副官王處長         |
| 1981年   | 《佛山贊先生》       | 帖望祖             |
| 1982年   | 《星塵》             | 李製片             |
| 1982年   | 《花艇小英雄》       | 王大少             |
| 1982年   | 《蘇乞兒》           | 鄧隊長             |
| 1983年   | 《播音人》           |                    |
| 1983年   | 《射雕英雄傳》       | 窩闊台             |
| 1983年   | 《四海一家》         | Robert             |
| 1983年   | 《再見十九歲》       | 于警司             |
| 1984年   | 《決戰玄武門》       | 康明               |
| 1984年   | 《天師執位》         | 葉世松             |
| 1984年   | 《儂本多情》         | 趙經理             |
| 1984年   | 《鹿鼎記》           | 夏相國             |
| 1985年   | 《鼓舞》             |                    |
| 1985年   | 《碧血劍》           | 黃真               |
| 1985年   | 《薛仁貴征東》       | 柳兄               |
| 1985年   | 《雪山飛狐》         | 鳳一鳴             |
| 1985年   | 《楊家將》           | 崔公公             |
| 1985年   | 《開心女鬼》         |                    |
| 1986年   | 《陸小鳳之鳳舞九天》 | 程管家             |
| 1986年   | 《賊公阿牛》         | 尤國忠             |
| 1986年   | 《流氓大亨》         | 謝創業             |
| 1986年   | 《真命天子》         | 項伯               |
| 1986年   | 《倚天屠龍記》       | 陳友諒             |
| 1987年   | 《快活良緣》         |                    |
| 1987年   | 《大運河》           | 王伯當             |
| 1987年   | 《摘仙記》           |                    |
| 1987年   | 《書劍恩仇錄》       | 海公公             |
| 1988年   | 《誓不低頭》         | 江健華             |
| 1988年   | 《絕代雙驕》         | "殺虎太歲" 蜀山東  |
| 1988年   | 《鬥氣一族》         | Robert洪           |
| 1988年   | 《當代男兒》         |                    |
| 1989年   | 《上海大風暴》       | 錢立本             |
| 1989年   | 《義不容情》         | 彭濟               |
| 1989年   | 《無冕急先鋒》       |                    |
| 1989年   | 《回到唐山》         | 賈偉仁             |
| 1990年   | 《別姬》（電視電影） |                    |
| 1991年   | 《邊城浪子》         | 郭威               |

## 電視劇（其它）
- 1999年 《流氓太子》又名《太子當差》飾 柳景
- 2002年 《書劍恩仇錄》 飾 李可秀
- 2005年 《聊齋誌異之小翠》 飾 王鴻智
- 2006年 《危險人物之賭命》 飾 成利源（19-21集）
- 2006年 《聊齋奇女子之連城》飾 史太守
- 2009年 《快樂一家》飾 江振民
- 2011年 《樂在雙城》飾 歐陽風
- 2017年 《無心法師II》飾 孟海東

## 电影
- 1967年 《花月佳期》
- 1969年 《蔓莉蔓莉我愛你》
- 1980年 《情劫》
- 1989年 《猛虎發火》
- 2005年 《神狐》
- 2008年 《幸福的味道》飾 標叔
- 2009年 《功夫廚神》飾 沈方鈞師傅
- 2010年 《等著你回來》飾 貴叔

## 相關影片
- 《幸福的味道》:幸福的味道官方主页

## 外部連結
- 何貴林的Facebook專頁
- 何貴林在香港影庫上的簡介
- 何貴林在豆瓣上的资料（简体中文）